# Jochen Wimmer
Jochen Wimmer (* 1915; † 27. Juli 1961) war ein deutscher Sportjournalist. Als ehemaliger Jockey war Reitsport sein besonderes Fachgebiet.

## Leben
Wimmer kommentierte Hörfunk- und Fernsehübertragungen des Pferdesports zuletzt für den Hessischen Rundfunk. Abseits seines Faches moderierte er auch Landfunksendungen. Von seiner zeitweisen Popularität zeugen größere Artikel in Rundfunkzeitschriften wie der Hörzu oder auch die Herausgabe einer von ihm gestalteten Schallplatte zum Reitsport Vom Umgang mit Pferden (1961), an der eine Reihe prominenter deutscher Reitsportler wie Heinz Pollay und Hans Günter Winkler sprechend mitwirkten.
Die zeitgenössische Fernsehkritik sah ihn als „der lebensvolle Schilderer des Turniersports, der mit Hanns Stein ein kaum zu übertreffendes Duett von Experten, Begeisterten und zugleich Begeisternden bildete.“ Die Zeit bezeichnete ihn als „Meistersprecher“. Zudem wurde er als „kritischer“ Sportjournalist beschrieben, dessen „eigene Gedanken“ zum Reitsport seinerzeit „oft ebenso freundliche Anerkennung wie unfreundliche Ablehnung“ erfuhren.
Schriftliche Beiträge für den Rennsport verfasste er als Redakteur einer Fachzeitschrift oder auch für Publikationen wie Robert Lembkes Buch zu den Olympischen Spielen 1960. An der Reitsportfibel Wir gehen zum Turnier (1957) hatte er überdies wesentlichen inhaltlichen Anteil. Im Juli 1961 verunglückte Jochen Wimmer mit seinem Auto auf der neuen Bäderstraße an der Ostsee. Er erlitt am Steuer des Fahrzeuges einen tödlichen Herzschlag und stürzte mit dem Wagen eine Böschung hinab.

## Veröffentlichungen
- mit Allessandro Alvial: Aphorismen und Paradoxe über das Reiten. Wilhelm Limpert-Verlag, Berlin (1940)
- (Mitarbeit:) Wir gehen zum Turnier. [Eine Reitsportfibel für alle]. [Red.: Günter Marschall], Verlag Sankt Georg, Düsseldorf [1957]. DNB 455704422
- (Mitarbeit:) Boden, A. M. / Wimmer, J. Hippologisches Lexikon. 2. Auflage, Limpert, Frankfurt